# Julie Foudy
Julie Foudy, née le 23 janvier 1971 à San Diego, est une footballeuse internationale américaine.

## Biographie
Elle joue son premier match international le 29 juillet 1988 contre la France. Elle marque son premier but le 3 avril 1991 contre la Hongrie.

## Palmarès
- Coupe du monde : 1991 - 1999
- Championne olympique : 1996 - 2004
- Médaille d'argent aux Jeux olympiques : 2000